# Прво београдско друштво за гимнастику и борење
Прво београдско друштво за гимнастику и борење основано је 26. децембра 1881, а почело је са радом 3. јануара 1892, на иницијатву доктора Владана Ђорђевића, некадашњег ученика Стеве Тодоровића, оснивача Првог српског друштвa за гимнастику и борење (1857—1864)

## Предисторија
После гашења Првог српског друштво за гимнастику и борење Министарство просвете Србије је 3. децембра 1863. потписало уговор са немачким турнмајстором Аксанијусом Седлмајером из Ландсхута у Баварској да направи „Пројекат физичког васпитања и гимнастике у Кнежевини Србији“ о чеми је обавестило све београдске школе и препоручило Седлмајера. По његовом плану и захтевима у пролеће 1864, уређено је и опремљено вежбалиште код Делијске чесме (на месту данашње САНУ), које је уклоњено 1881, кад је та парцела уступљена Академији.
Дана 10. децембра 1868. министар просвете Димитрије Матић је издао Упутство, које је унето у Закон 17. септембра 1871, којим је гимнастика постала обавезан предмет у свим школама у Кнежевини.

## Рад друштва
Пошто је у међувремену умро Седлмајер, Влада је 1883. ангажовала другог Немца Ледермајера да ради на школском програму, па га је ангажовало и новосновано Прво београдско друштво за гимнастику и борење. Друштво се придржавало постојећњег немачког гимнастичког система који је у Србији увео Седлмајер.
У околним словенским крајевима (Словенија, Хрватска, Војводина и др.) све више је јачао утицај чешког соколства и Тиршов систем.
Друштво је после девет година 7. априла 1891. променило име у Београдско гимнастичко друштво Соко и прихватило Тиршов систем. То је довело до разилажења у Друштву, па су присталице старог начина рада основале 1892. Грађанско гимнастичко друштво „Душан Силни“, које је 1907. променило назив у Витешко друштво „Душан Силни“.
Соко је из Чешке довео два стручњака за рад у соколству Антоњина Мајера (1894) и Густава Фејфера (1895) У својим редовима Соко је имао доста интелектуалаца, који су се школовали у иностранству: адвокат Јован Стојановић, професор Атанасије-Таса Поповић, хемичар др Добросав Кнез-Милојковић, архитект Емерих Штајлехнер, хемичар др Александар Зега, који је у Швајцарској положио стручни испит и био први квалификовани наставник гимнастике итд. Учитељи гимнастике и мачевања су били Фердо Михоковић, Љубомир Илић и др Драгиша Странојевић, а женско одељење је водила Станислава Вишекова, прва жена предавач гимнастике и мачевања у Србији.
„Душан Силни“ се посветио школовању кадрова кроз курсеве, па је забележено да је пред државном комисијом први положио испит Коста Јовановић 26. марта 1897..
У крилу Сокола јављају се и прве спортске организације, чему доприноси нагло интересовање за спорт, нарочити после одржавања првих Летњих олимпијских игара 1896.. Томе је допринела и посета краља Александра Обреновића на отварању Игара у Атини, што је био политички чин, али и повод за пропаганду спорта и физичке културе. У томе је био активан Соко који је статутом друштва предвидео оснивање више клубова. Поред гимнастике то су били клубови: за борење (мачевање), за вожњу на точковима (велосипедски клуб), стрељачки, јахачки, весларско-пливачки и „одељење за лоптање“ (фудбал). Сви ти клубови су носили име Соко.
Нетрпељивост и трзавице између „Сокола” и „Душана Силног“ трајала је доста дуго, што је доносило штету, али је и подстицало на такмичење које је било и корисно. Било је више покушаја да се обједини рад ова два друшва, што је и успело 1910. када је настао Савез соколских друштава Душан Силни.
Колико је соколство узело маха у Србији потврђује податак да су пред рат 1914. постојала 122 друштва са 7.940 чланова, 465 чланица и 2.998 нараштајаца (млађих категорија).